# Senjska vrata
Senjska vrata – cieśnina w Chorwacji, oddzielająca wyspy Krk i Prvić, łącząca Kvarnerić z Kanałem Welebickim, część Morza Adriatyckiego i Kvarneru.

## Opis
Szerokość cieśniny nie przekracza 1 km, a maksymalna głębokość to 60 m. Oddziela przylądek Škuljica na Krku i przylądek Stražica (na obu przylądkach znajdują się latarnie morskie. Cieśnina charakteryzuje się silnymi wiatrami